# Општина Македонски Брод
Општина Македонски Брод је једна од 13 општина Југозападног региона у Северној Македонији. Седиште општине је истоимени градић Македонски Брод.

## Положај
Општина Македонски Брод налази се у средишњем делу Северне Македоније. Са других страна налазе се друге општине Северне Македоније:
- север — Општина Желино и Општина Сопиште
- североисток — Општина Студеничани
- исток — Општина Чашка
- југоисток — Општина Дољнени
- југ — Општина Крушево и Општина Пласница
- југозапад — Општина Кичево
- запад — Општина Гостивар
- северозапад — Општина Брвеница

## Природне одлике
Рељеф: Општина Македонски Брод заузима доњи део поречја реке Треске, познат као Порече. Овај крај је планинског карактера са мало равничарског земљишта уз реку. Источно од реке уздиже се планина Јакупица, на југу Бушева планина, а на западу планина Коњаник.
Клима у општини влада оштрија варијанта умерене континенталне климе због знатне надморске висине.
Воде: Најважнији ток у општини је река Треска, а сви мањи водотоци су њене притоке.

## Становништво
Општина Македонски Брод имала је по последњем попису из 2002. г. 7.141 ст., од чега у седишту општине, граду Македонском Броду, 3.740 ст. (52%). Општина је веома ретко насељена, посебно сеоско подручје.
Национални састав по попису из 2002. године био је:
|           | Број  | Постотак |
| Укупно    | 7.141 | 100%     |
| Македонци | 6.927 | 97,0%    |
| Турци     | 181   | 2,5%     |
| Срби      | 22    | 0,3%     |
| остали    | 11    | 0,2%     |

## Насељена места
У општини Македонски Брод постоји 42 насељена места. Од тога једно насеље је градско, док су остала са статусом села:
| - Македонски Брод - Белица - Бенче - Битово - Близанско - Брезница - Брест - Вир - Волче - Горње Ботушје | - Горње Крушје - Горњи Манастирец - Грешница - Девич - Доње Ботушје - Доње Крушје - Доњи Манастирец - Драгов Дол - Дреново - Заград | - Звечан - Здуње - Зркле - Ижиште - Инче - Калуђерец - Ковач - Ковче - Косово - Крапа | - Латово - Локвица - Лупште - Могилец - Модриште - Ореовец - Рамне - Растеш - Русјаци - Самоков | - Сланско - Слатина - Старо Село - Суводол - Сушица - Тажево - Томино Село - Тополница - Требино - Требовље - Црешњево |  |

## Знаменитости
Подручје Пореча познато је по бројним православним грађевинама. У Бродском крају (без Горњег Пореча) се налазе четири манастира и 25 цркава.
- Манастири:
- Манастир Порече, посвећен Рођењу Пресвете Богородице, у селу Горњи Манастирец;
- "Воскресеније Христово" у селу Могилец;
- "Света Тројица" у селу Црешњево;
- "Успеније Пресвете Богородице" у селу Доње Ботушје.
- цркве:
- "Црква Светог Атанасија", Вир, Модриште;
- "Црква Пресвете Богородице", Брод, Горњи Манастирец;
- "Црква Светог Димитрија", Брод, Локвица;
- "Црква Светог Ђорђа", Девич, Доњи Манастирец;
- "Црква Светог Јована Крситеља", Брест;
- "Црква Светог Архангела Михаила", Пешња, Могилец;
- "Црква Светог Илије", Тажево, Требино;
- "Црква Светог Николе", Македонски Брод, Вир, Суводол, Калуђерец, Црешнево;
- "Црква Светог Пантелејмона", Белица;
- "Црква Свете Петке", Брест, Грешница;
- "Црква Преображења Господњег", Брест;
- "Црква Светог Талалеја", Белица, Брест, Инче.

Данас су све православне верске грађевине под надлежношћу канонски непризнате тзв. „Македонске православне цркве“.